# Ernesto Vázquez
 Ernesto Vázquez Muñóz  (sinh ngày 29 tháng 3 năm 1989) là một cầu thủ bóng đá người México thi đấu cho Alebrijes de Oaxaca.

## Sự nghiệp câu lạc bộ
Vázquez Muñóz từng thi đấu cho Socio Águila ở Primera División A của México kể từ năm 2008. América gana la final